# Història del futbol

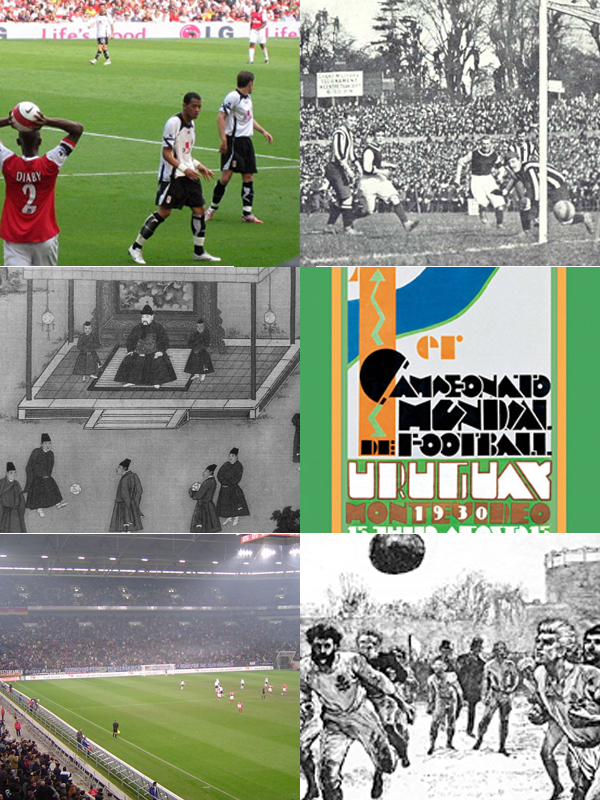
Diferents escenes de la història del futbol.

La història del futbol se sol considerar a partir del 1864, any de fundació de The Football Association, encara que els seus orígens, igual que els dels altres tipus de futbol (gespa, sala i platja), poden remuntar diversos segles en el passat, particularment a les Illes Britàniques durant l'edat mitjana. Si bé existien punts en comú entre diferents jocs de pilota que es van desenvolupar des del segle iii aC i el futbol actual, l'esport tal com se'l coneix al dia d'avui té els seus orígens a les Illes Britàniques.
Els primers tipus de futbol britànics que van donar origen al futbol es caracteritzaven per la seva poca organització i violència extrema (no hi havia àrbitres). No obstant això, també existien altres tipus menys violents i millor organitzats: potser un dels més coneguts va ser el calcio fiorentino, esport d'equip molt popular a Itàlia que va tenir incidència en el tipus de futbol d'algunes escoles britàniques. La formació definitiva del futbol va tenir el seu moment culminant durant el segle xix. En 1848 representants de diferents col·legis anglesos es van donar cita a la Universitat de Cambridge per a crear el codi Cambridge, que funcionaria com a base per a la creació del reglament del futbol modern. Finalment el 1863 a Londres es van oficialitzar les primeres Regles del Futbol.
Des de llavors el futbol ha tingut un creixement constant, fins a arribar a ser l'esport més popular del món amb uns 270 milions de persones involucrades. Amb la primera reunió de la International Football Association Board el 1886 i la fundació de la FIFA en 1904, l'esport s'ha expandit fins a arribar a tots els racons del món. A partir de 1930 es començà a disputar la Copa del Món entre seleccions, que es convertiria en l'esdeveniment esportiu amb més gran en quant audiència del planeta.

## Orígens

### Jocs antics similars

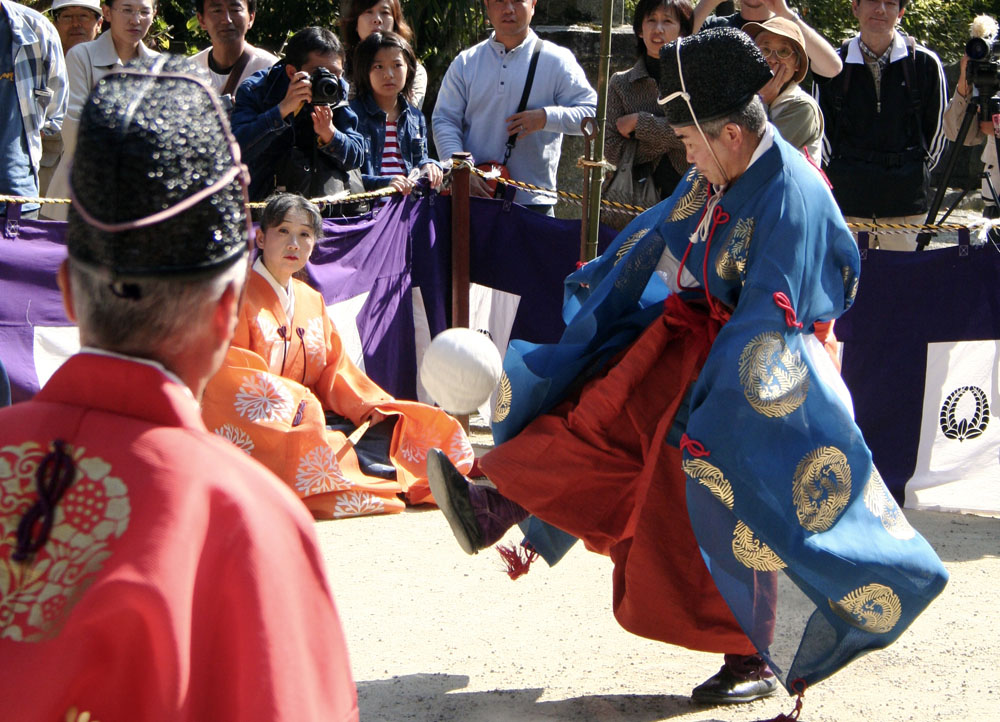
Representació moderna del kemari al Japó.

L'activitat més antiga que s'assembli al futbol o a algun altre tipus de futbol de la qual es tingui coneixement data dels segles III i II aC. Aquestes dades es basen en un manual d'exercicis militars corresponents a la dinastia Han de l'antiga Xina. El joc era anomenat ts'uh Kúh (també es pot trobar com tsu chu o cuju), i consistia a llançar una pilota amb els peus cap a una petita xarxa. Una variant agregava una modalitat on el jugador havia d'eludir l'atac dels seus rivals. També a l'Orient Llunyà, encara que uns cinc o sis segles després del joc esmentat anteriorment, existia una variant japonesa anomenada kemari, que tenia un caràcter més cerimonial, sent l'objectiu del joc mantenir una pilota en l'aire passant-se-la entre els jugadors. Un joc similar al kemari és el xinlone, l'esport tradicional de Myanmar (Birmània), que se segueix jugant actualment.
En la Mediterrània es van destacar dues formes de jocs: el harpastum a Roma i l'epislcyros a Grècia, sobre el qual es té molt poca informació. El harpastum era disputat per dos equips en un terreny rectangular demarcat i dividit per la meitat amb una línia. Els jugadors de cada equip podien passar-se una petita pilota entre ells, i l'objectiu era passar-la al camp contrari. Aquesta variant va ser molt popular entre els anys 700 i 800, i a pesar d'haver estat introduïda a les Illes Britàniques la seva relació amb el futbol actual és dubtosa.
Durant l'Era dels descobriments es van començar a conèixer esports provinents del Nou Món. S'estima que el pok ta pok de la cultura maia tindria 3.000 anys d'antiguitat. A Groenlàndia també es jugava un esport que s'assemblava al futbol, mentre que el joc denominat marngrook d'Oceania tenia característiques que l'assemblaven més al futbol australià. En el que avui és Estats Units els aborígens practicaven altres jocs: el pasuckuakohowog a l'àrea continental i l'asqaqtuk a Alaska. Si bé tots aquests jocs tenien certes característiques que s'assemblen al futbol associació i a altres tipus moderns, la incidència d'aquests en el futbol occidental és discutible, ja que pràcticament no hi ha vinculació amb les Illes Britàniques, la llar del futbol modern.

### Edat mitjana

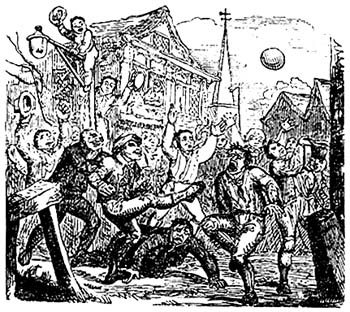
Trobada de futbol de carnaval.

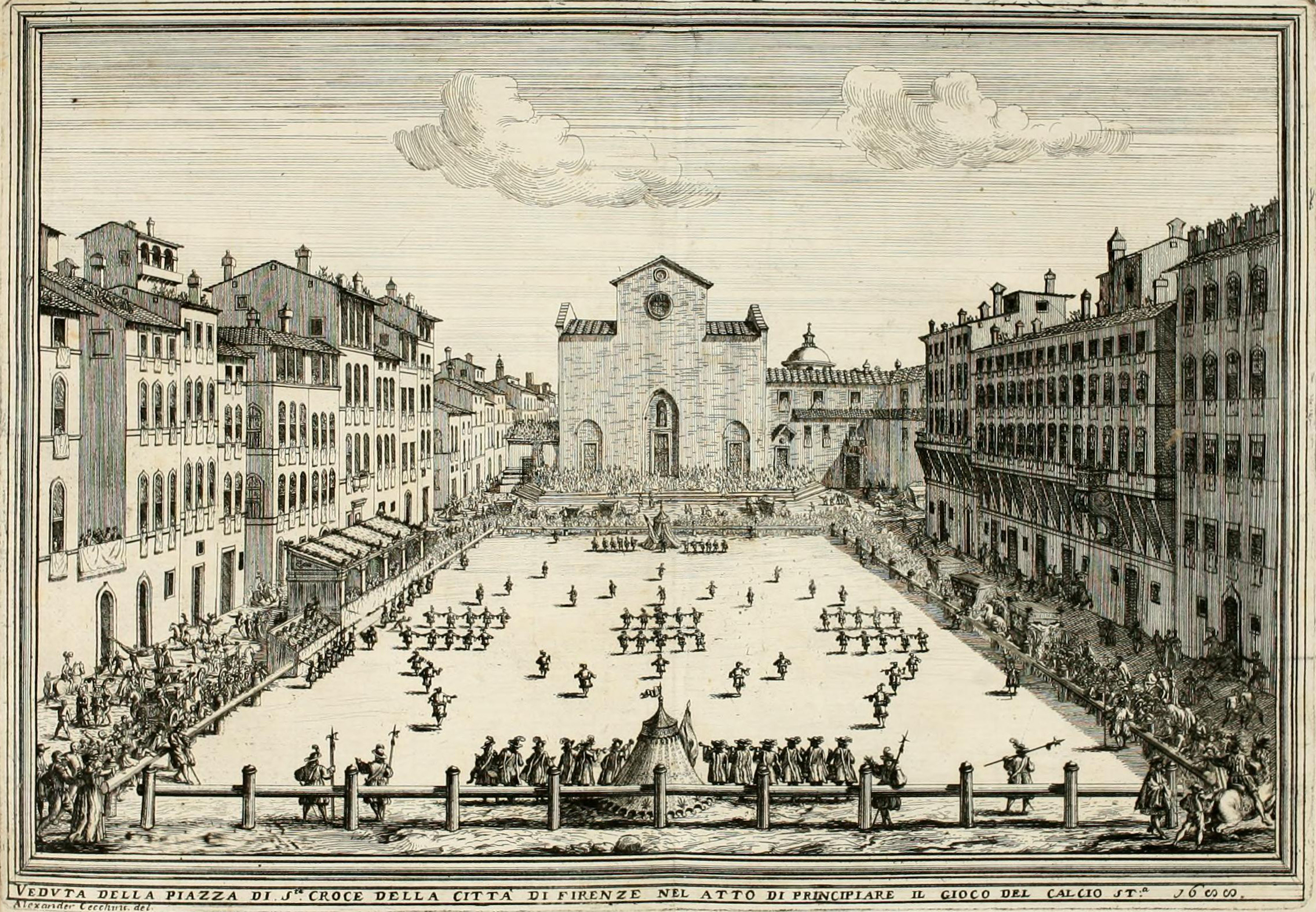
Un camp de calcio florentino a la Plaça de la Basílica de la Santa Creu a Florència (1688).

Es coneix com a futbol medieval als diferents tipus de futbol practicats en l'Europa de l'edat mitjana, particularment a les Illes Britàniques i zones del voltant. El registre més antic d'una activitat similar al futbol modern a l'època va sorgir als anys 1170 de la mà d'un text de William FitzStephen, on explicava la realització d'un joc de pilota (no s'usava la paraula futbol) practicat pels joves londinencs. La violència d'aquests jocs i la necessitat que els soldats practiquessin l'arqueria en lloc del primer van fer que Eduard II d'Anglaterra prohibís el joc en 1314. Des de llavors els jocs van continuar de forma il·legal.
El soule era un joc de pilota francès que es practicava als prats, els boscos i, fins i tot, a les viles o estanys. La finalitat era retornar la pilota a un lloc indicat, el fogó d'una casa per exemple. En certs casos, calia mullar el soule en una font abans d'allotjar-lo en la cendra. El joc era doncs només una galopada immensa entretallada de baralles (scroumages o mêlées) més o menys aferrissades. L'instrument de joc podia ser una pilota de cuir, una bufeta de porc plena de heno, una pilota de tela o una bola de fusta. Un dels documents més antics que concerneixen a la soule és una ordenança del rei Carles V de França el 3 d'abril del 1365, en la qual precisa "que no pot figurar entre els jocs que fan servir l'exercici del cos". En 1440, altra interdicció feta pel bisbe de Tréguier precisa que aquest joc ja es practica des de fa moltíssim temps i amenaça als jugadors amb l'excomunió i 100 sous de multa, el que prova que la soule va ser molt benvolguda en aquella època: calia inspirar la por per a acabar amb el joc.
El futbol de carnaval era practicat a les Illes Britàniques i no estava regulat. El nombre de participants per equip era generalment il·limitat, arribant fins i tot a participar pobles sencers. Pràcticament qualsevol forma de traslladar la pilota a la meta contrària, de vegades situada en el poble rival, era vàlida, encara que no es permetia assassinar l'altra persona. Els orígens del futbol de carnaval són incerts, encara que existeix una hipòtesi que afirma que provenia del nord de França. Algunes d'aquestes variants es continuen practicant l'època prèvia a la quaresma (shrovetide en anglès), sent una de les més coneguda l'Ashbourne Shrovetide Football, esport practicat al poble anglès d'Ashbourne. Els equips estan formats per persones nascudes a un costat i a l'altre del riu Henmore, i l'objectiu del joc és portar una pilota fins a la meta contrària, un monument de pedra situat en l'aigua, i copejar la pilota 3 vegades contra aquest.
A Itàlia es practicava una variant del futbol medieval anomenada calcio florentí, esport més organitzat i menys violent que el dels britànics. L'esport va tenir els seus orígens a Florència al segle xvi, sent 1580 l'any que Giovanni Bardi va presentar el primer joc de regles. Es jugava amb dos equips de 27 jugadors cadascun, i l'objectiu era sumar més punts que l'equip rival. Es col·locava un forat a cada costat del camp de joc, que era de dimensions similars a un camp de futbol actual, però cobert de sorra. Utilitzant qualsevol part del cos s'havia d'introduir la pilota en aquests forats, amb la qual cosa s'obtenien 2 punts, però si es fallava el tir se sumava mig punt a l'equip rival. El partit durava 50 minuts i era controlat per 8 àrbitres. Els tornejos que s'han disputat fins a l'actualitat consten de 4 equips, representats per certs colors, un per a cada zona de la ciutat. Un tractat de 1561 assegura que l'esport va tenir incidència en una variant del futbol de carnaval britànic. En 1930 el joc es va tornar a practicar després de 200 anys d'absència, aquesta vegada com autopromoció de la cultura italiana a càrrec de Benito Mussolini.

### Escoles britàniques
Durant el segle xvi les variants del futbol de carnaval, caracteritzades fins al moment per la seva violència, desorganització i constants prohibicions a causa dels punts abans esmentats, van començar a formar part de les activitats de recreació i educació física estudiantils de les diferents escoles privades de les Illes Britàniques, conegudes en aquest lloc com escoles públiques, sent supervisades i legislades per les autoritats escolars.
Durant els segles xviii i xix els diferents col·legis van anar oficialitzant els seus jocs de regles. Les escoles de Rugby, Marlborough i Cheltenham van desenvolupar jocs on es permetia l'ús dels peus i les mans; Shrewsbury i Winchester prevalien l'ús dels peus per a copejar i traslladar la pilota (driblar); Charterhouse disputava les seves trobades en els claustres dels monestirs; Eton i Harrow van introduir la disputa de trobades en grans terrenys a l'aire lliure, la qual cosa fomentava el llançament del baló a grans distàncies utilitzant els peus; Westminster (Cambridge) utilitzava un joc més rude, on es permetien els tackles. En 1848 diversos d'aquests col·legis es van donar cita en la Universitat de Cambridge per a unificar els seus codis i crear un joc de regles estàndard: les Regles de Cambridge.
En la primera meitat del segle xix es van reglamentar les primeres regles del fora de joc. Es podien apreciar diferents varietats de lleis, moltes de les quals han evolucionat a les regles actuals de off-side de diversos tipus del futbol.
Dels diferents codis escolars actualment només tres col·legis continuen disputant trobades en forma regular amb aquestes regles: Eton, Harrow i Winchester. Eton posseeix dues variants: el joc de camp, molt similar al futbol actual encara que amb aspectes del rugbi com els scrums i els tries, i el joc de la paret, un esport que es juga en un camp allargat i molt estret amb un mur al seu costat i l'objectiu del qual és portar la pilota a l'extrem contrari. El futbol a Harrow es juga principalment amb els peus, encara que es poden utilitzar les mans per a parar la pilota o per a espitjar un adversari, i el seu objectiu és passar la pilota entre dos pals verticals situats als extrems del terreny. El joc de Winchester es juga en un terreny de 73 per 24,5 metres, que posseeix xarxes en els seus laterals per a impedir que la pilota abandoni el camp. Combina aspectes del futbol i el rugbi, i té com principal característica que un jugador d'un equip no pot tocar la pilota després que hagi estat tocat per un company.

## Unificacions delseglexix
A mitjan segle xix a Gran Bretanya va començar un procés regulador del futbol de carnaval, establint regles escrites que poguessin ser compartides àmpliament. En aquells dies el futbol era practicat entre els estudiants de les escoles secundàries privades amb regles molt imprecises que variaven considerablement d'escola a escola. En algunes escoles es podia córrer amb la pilota a les mans, mentre en unes altres no; en algunes havia una línia de fora de joc, però en unes altres no; en algunes es podia prendre, placar (tacklear) i copejar al jugador contrari, però en unes altres no; algunes promovien un joc més grupal basat en la passada, inclòs la passada ha de ser cap endavant (pass forward), mentre unes altres promovien un joc més individual basat en l'habilitat (driblatge, esquivament) i la força de cada jugador. I en cada escola existien infinites variants i modificacions.
En els anys 1840 Gran Bretanya va tenir un gran desenvolupament de la seva xarxa ferroviària que va permetre a la gent de desplaçar-se a més grans distàncies. Aquest procés va fer possible la realització de competències intercol·legials, però al cap de poc es va fer evident que era necessari unificar les regles, perquè encara que aquestes solien acordar-se abans de cada trobada, això no permetia evitar els reclams i discussions sobre el que es podia i el que no es podia fer.
Si bé les lleis del futbol van ser oficialitzades en 1863, les regles de Cambridge van ser preses com a base per a la creació del codi actual. Un altre reglament popular en l'època, el de Sheffield, també va aportar característiques importants al nou esport.

### Regles de Cambridge

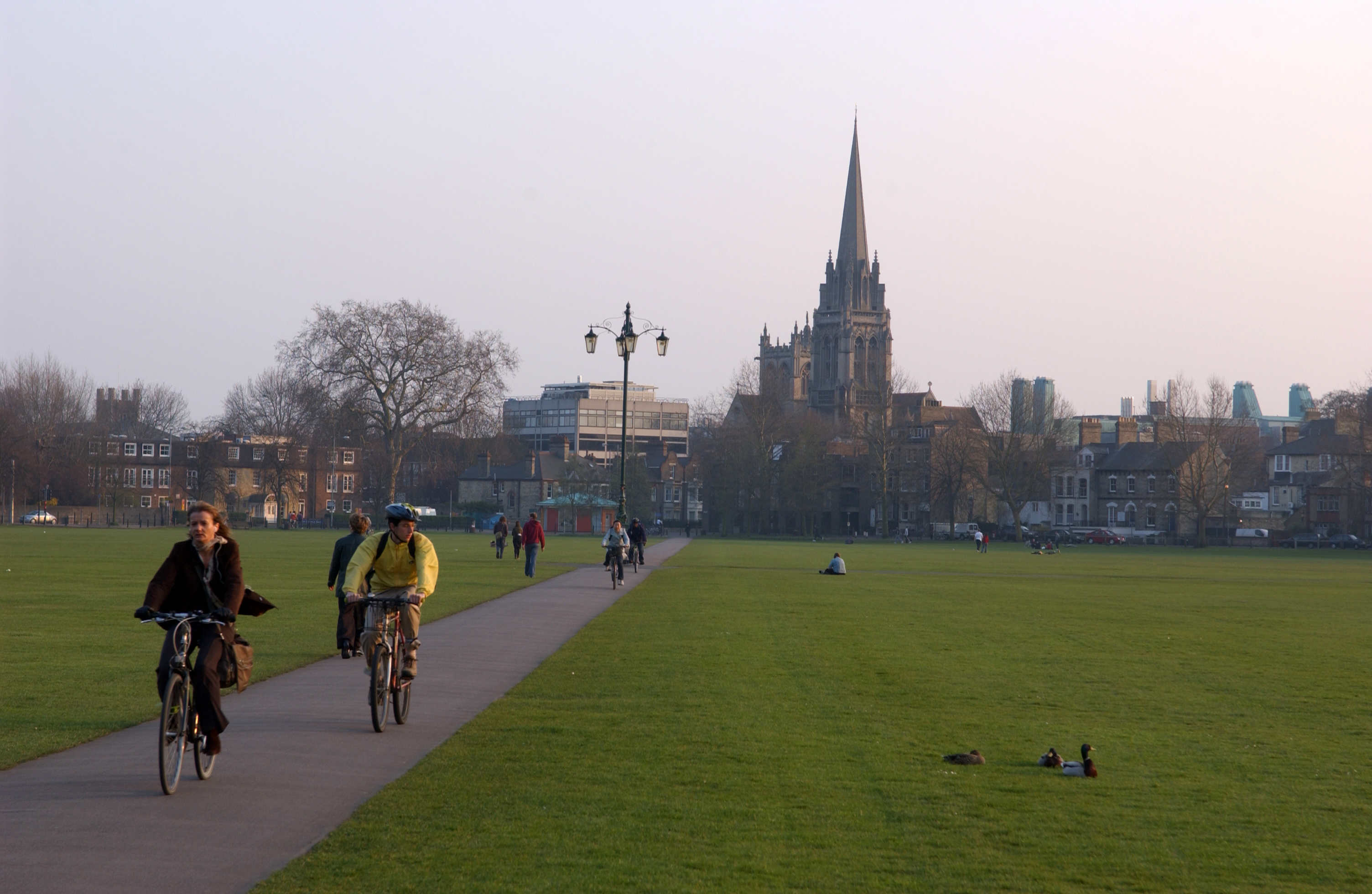
Parker's Piece, Cambridge, lloc on es va realitzar la primera trobada sota les regles de Cambridge.

Els registres de la pràctica de diferents codis de futbol en la Universitat de Cambridge es remunten a l'any 1579. Des de llavors fins a mitjans del segle xix cada equip de la zona disputava els seus partits amb el seu propi joc de regles. Va ser en 1848 quan dos estudiants de la universitat, Henry de Winton i John Charles Thring, van fer una crida a membres d'altres escoles per a definir un únic joc de regles: les regles de Cambridge, creades juntament amb l'University Foot Ball Club. A part de Cambridge, també va participar Eton, Harrow, Winchester, Shrewsbury i Rugby. Actualment no es conserva cap còpia de les regles del 1848, però encara existeix una del 1856, possiblement diferent quant a contingut, que es conserva a Shrewsbury.
Les regles de Cambridge van ser preses com base per a la creació del futbol i de la Football Association el 1863. Les úniques diferències van radicar que les regles de l'Associació no permetien el joc brusc i la utilització de les mans per a traslladar la pilota.
| «                                             | "Les Regles de Cambridge semblen ser les més adequades per a ser adoptades per l'Associació." | » |
| — Charles Alcock, membre del comitè de The FA |                                                                                               |   |

Les regles de 1856, les més antigues que es conserven, incloïen diferents aspectes del joc: l'inici i represa del joc després de cada gol, els serveis de porteria i de banda, la utilització de les mans per a tocar la pilota i empènyer o subjectar als rivals, la definició de les trobades i fins i tot una regla de fora de joc. En 1862 Thring va presentar un joc de regles simples que reduïen la quantitat de text i de nombre de regles.
Un cop establertes les regles de Cambridge, van ser clavades als arbres de Parker's Piece, un ampli parc de la ciutat usat per als jocs populars, i allí es va jugar el primer partit seguint les noves regles. Per aquesta raó els habitants de Cambridge van col·locar una placa recordatòria en el parc que diu:
| « | "Aquí, a Parker's Piece, en els 1800s, els estudiants van establir un conjunt de simples regles de futbol emfatitzant habilitat sobre força, que van prohibir atrapar la pilota i fer la traveta. Aquestes regles de Cambridge van ser la influència definitiva de les regles del 1863 de la Football Association." | » |

### Regles de Sheffield

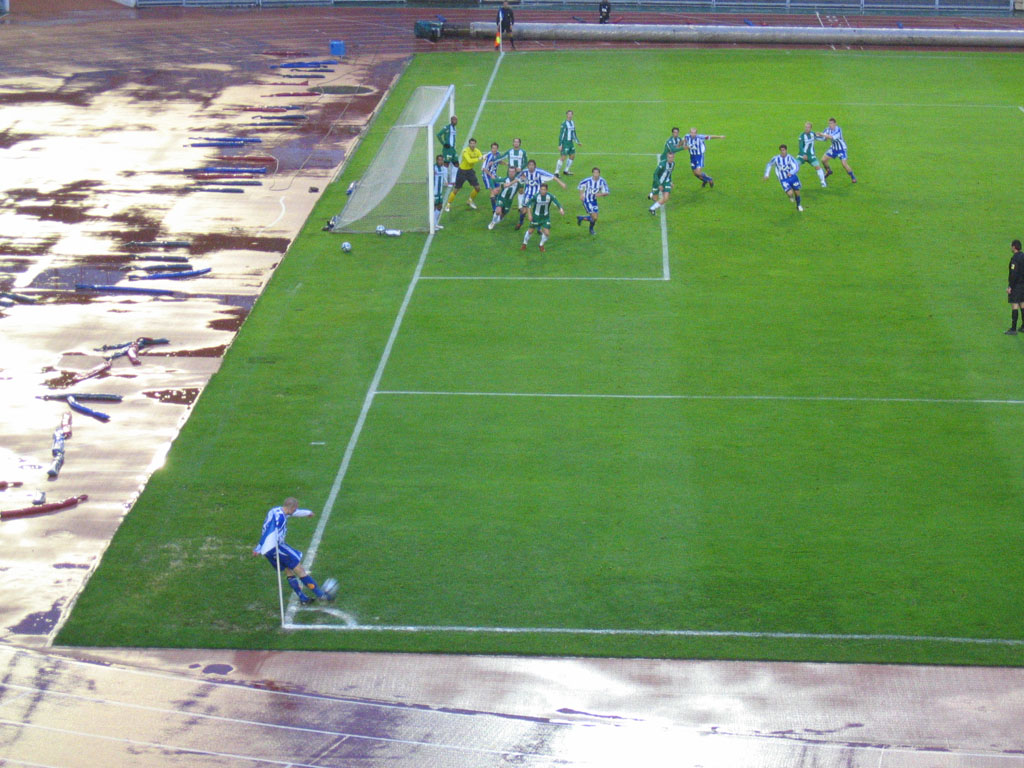
Els córners van ser una innovació de les regles de Sheffield.

Un altre codi que va tenir incidència en la creació del futbol van ser les regles de Sheffield. Si bé des del 1855 diversos membres del Sheffield Cricket Club van començar a practicar jocs de pilota sense regles fixes, la fundació d'aquest codi es va produir el dia 24 d'octubre del 1857 per Nathaniel Creswick i William Prest. La creació del codi va incloure la creació del Sheffield Football Club, reconegut per la FIFA, amb una Ordre de Mèrit, i la Football Association com el club de futbol més antic del món. En 1867 es va fundar la Sheffield Football Association, actual Sheffield and Hallamshire County Football Association, òrgan que regeix en l'actualitat el futbol de l'àrea de Sheffield.
El codi Sheffield va aportar diverses regles que actualment s'utilitzen en el futbol modern. La utilització d'un travesser de material sòlid per a unir els pals verticals de la porteria, la introducció dels córners, els tirs lliures després de rebre una falta i els serveis de banda, els primers partits amb il·luminació artificial i els sistemes de desempat, inclosa la noció de pròrroga i el gol d'or.
Aquestes regles també es van utilitzar per a la disputa del primer torneig de qualsevol codi que va incloure un trofeu: la Copa Tommy Youdan. Van participar 12 clubs de la Sheffield FA en el format d'eliminació directa i la final es va disputar a Bramall Lane, actual estadi del Sheffield United Football Club. En aquesta compeició, el Hallam Football Club va empatar sense gols davant Norfolk, obtenint el títol els primers per 2 rogues a 1.
L'any següent es va disputar un altre torneig, la Copa Oliver Cromwell, que va guanyar The Wednesday després de vèncer al seu rival amb el que avui es coneix com a gol d'or, després d'empatar 0 a 0 amb 0 rogues a 0 en el temps reglamentari davant Garrick.

### El futbol i la Football Association

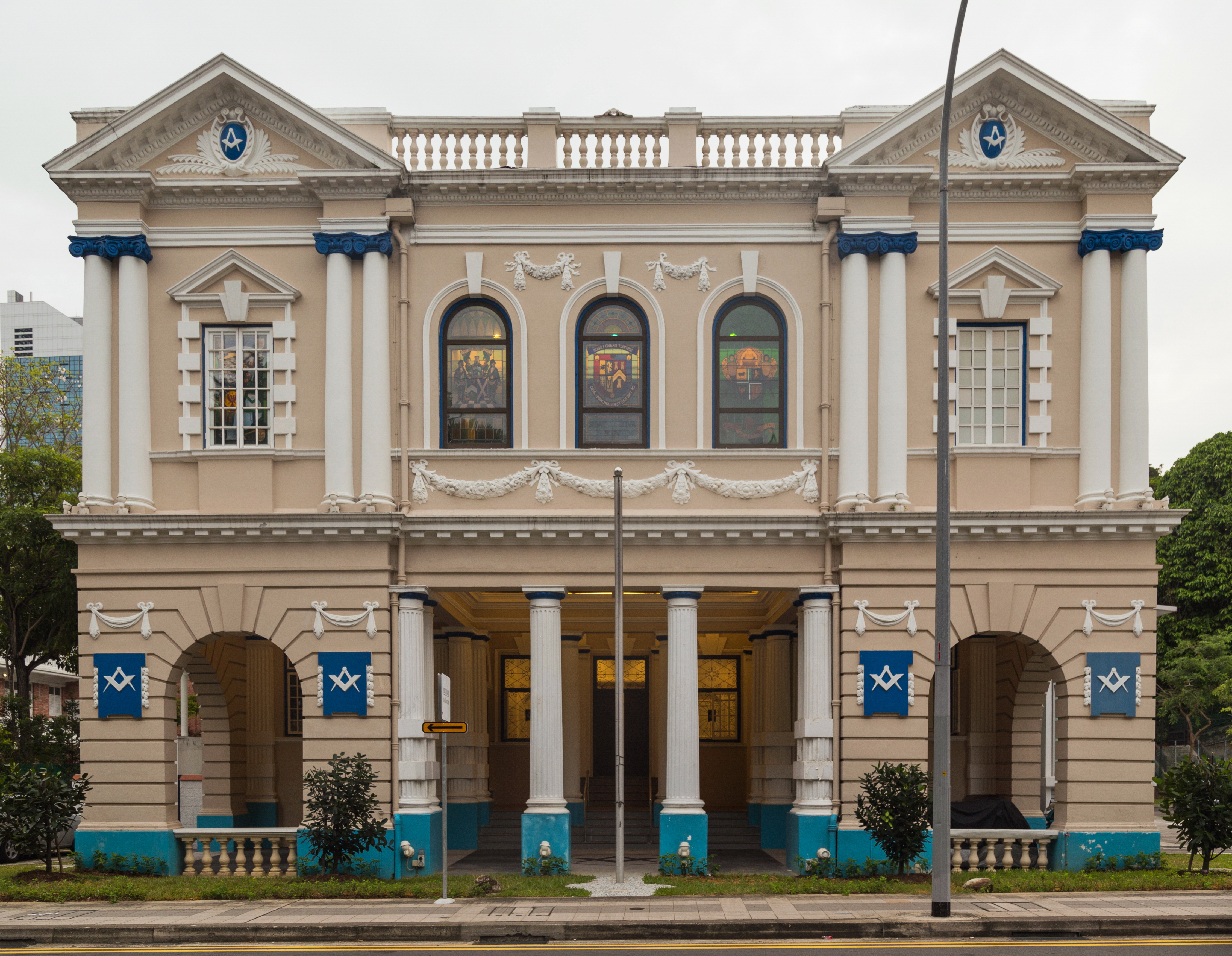
El Freemason's Hall, lloc on es trobava la Taverna Freemason's.

Si bé és difícil establir una data exacta i acceptada en general, el naixement del futbol sol datar-se el 26 d'octubre del 1863, dia de la fundació de The Football Association. Poc abans d'aquesta data Ebenezer Cobb Morley havia fet una crida a les diferents escoles i clubs de Londres per a mantenir una reunió per tal de reglamentar un nou codi del futbol. Des del 26 d'octubre fins al 8 de desembre del 1863 es van realitzar sis reunions a la Taverna Freemason's amb l'objectiu de reglamentar el codi i crear un òrgan que regís el nou esport. Van participar dotze clubs de diferents punts de Londres: Barnes, Blackheath, Blackheath Proprietary School, Charterhouse, Civil Services (més conegut com a War Office Club), Crystal Palace (fundat en 1861, no confondre amb l'actual Crystal Palace), Forest of Leytonstone (futur Wanderers FC), Kensington, NN Football Club, Perceval House, Surbiton i The Crusaders.
En l'última reunió va ser definit el reglament del nou esport, el qual rebria el nom de association football (futbol associació en català) per a diferenciar-lo d'altres codis de futbol de l'època. Durant les últimes reunions el Blackheath Football Club abandonaria la FA disconforme amb la prohibició dels tackles; aquest club es convertiria en un dels fundadors de la Rugbi Football Union, el màxim òrgan del rugbi anglès.

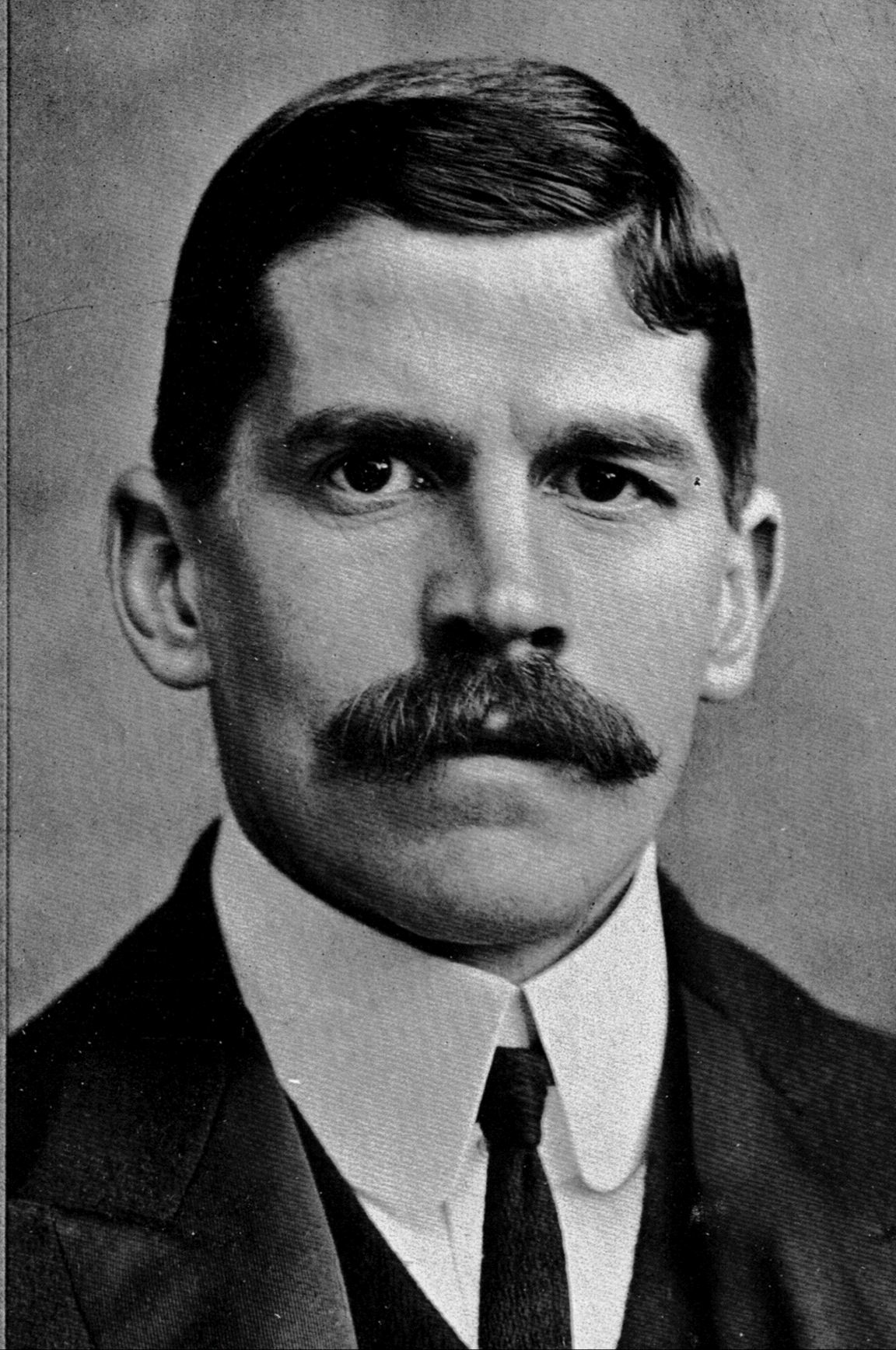
Charles Wreford-Brown, considerat el creador del terme soccer.

Les 13 regles oficialitzades durant les reunions van ser creades prenent com base el codi Cambridge, el qual era considerat com el més apte per la FA. Les regles consideraven diversos aspectes del joc: les mesures del camp i les metes, el sorteig i començament de la trobada, les situacions després d'un gol, el gol marcat, els serveis de banda, el fora de joc, els serveis de meta, les marques, la prohibició de córrer amb la pilota en mans, de copejar o agafar amb les mans a l'adversari, d'utilitzar les mans per a llançar o passar el baló, de prendre el baló des del sòl amb les mans, el dret a passar el baló si es pren després d'una marca o el primer rebot i els materials del calçat.
Amb la creació del joc també es va formar la Football Association, que fins a l'actualitat regeix el futbol a Anglaterra. El primer president de l'associació va ser Arthur Pember, mentre que el càrrec de secretari el va ocupar per primera vegada Ebenezer Cobb Morley.
A pesar de la unificació en un sol codi, les disputes sobre la creació d'un codi definitiu i universal van continuar fins a finals dels anys 1870, particularment amb els seguidors de les regles de Sheffield. En 1878 es va donar la fusió definitiva entre Sheffield i Londres (FA). La creació de la International Football Association Board va posar fi a totes les diferències. En els anys 1880 un estudiant i futbolista cridat Charles Wreford-Brown hauria estat el creador del terme soccer, paraula que es manté fins a l'actualitat com substantiu per a denominar al futbol associació. El terme s'utilitza de la mateixa forma que rugger (rugby-er) és usat per a denominar el rugbi, però utilitzant la combinació de asocc (per association football, futbol associació en anglès) i el sufix -er.

#### Professionalisme i amateurisme

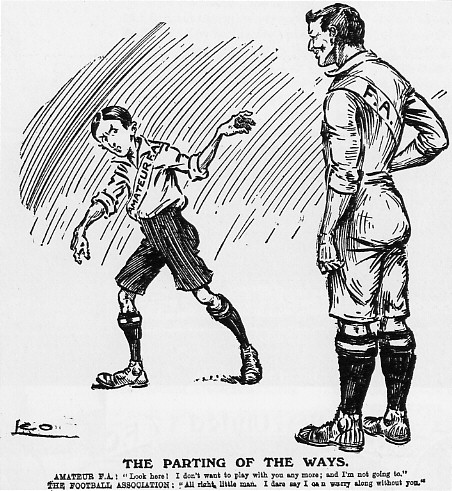
Una caricatura de l'època que il·lustra el rebuig al professionalisme.

Des dels seus començaments el futbol a Anglaterra es va caracteritzar per ésser amateur, no obstant això, des de la creació de la FA Cup el 1871 i el cobrament d'entrades per a presenciar els partits, els futbolistes van començar a rebre ofertes econòmiques per jugar. Això va rebre un ampli rebuig per part de la Football Association, al límit de prohibir el professionalisme en el futbol.
El primer club amb jugadors professionals hauria estat el Darwen Football Club, que el 1878 va contractar a dos jugadors escocesos: James Love i Fergus Suter. La contractació pagada es va mantenir en secret, encara que es van aixecar sospites quan Fergus va abandonar el seu treball com a picapedrer. En anys posteriors altres clubs van seguir els passos del Darwen FC, encara que rebent suspensions per part de les autoritats a l'admetre el pagament.
En 1884 diversos clubs van formar una associació escindida de la Football Association: la British Football Association, en resposta a la prohibició del professionalisme. Finalment el 20 de juliol del 1885 la Football Association es va veure forçada a oficialitzar el professionalisme, encara que va mantenir restriccions econòmiques, geogràfiques i fins i tot els seus dirigents descoratjaven aquesta pràctica en el futbol. Per a finançar la paga de jugadors els clubs més poderosos van organitzar una sèrie de trobades en el format de tots contra tots: la Football League, la primera competició de lliga de la història.

## Primers esdeveniments

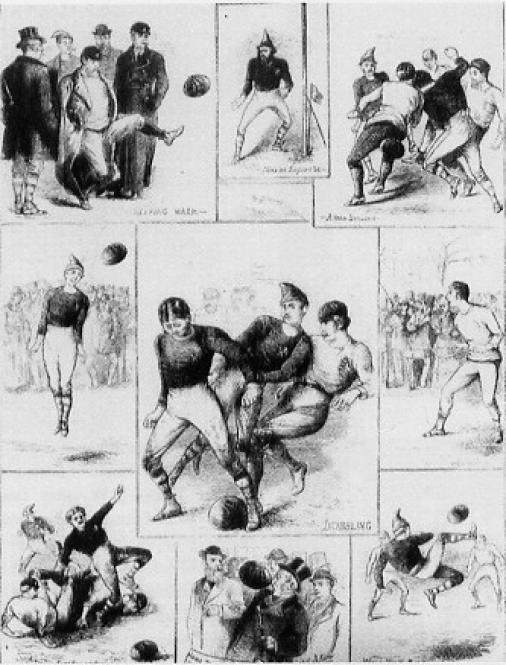
Escenes de la primera trobada oficial entre seleccions: 0 - 0 (30 de novembre del 1872).

Després de l'oficialització del nou codi, el 19 de desembre del 1863 es va disputar el primer partit oficial d'aquest nou esport: Barnes Rugby Football Club va empatar sense gols amb el Richmond Football Club en una trobada disputada a Mortlake, Londres, Anglaterra.
A nivell de seleccions nacionals la Football Association havia disputat diverses trobades no oficials entre la seva selecció i un equip conformat per jugadors londinencs amb arrels escoceses en els primers anys d'existència del futbol associació.
La primera trobada oficial entre seleccions arribaria el 30 de novembre del 1872, partit que va ser disputat al Hamilton Crescent (actual camp de críquet), Partick, Escòcia: davant 4.000 persones. Escòcia i Anglaterra van igualar sense gols. Ambdós equips van lluir la indumentària que mantenen en l'actualitat.
El 20 de juliol del 1871 el secretari honorari de la Football Association, Charles Alcock, va fer una crida per a organitzar un campionat entre els clubs de l'associació: la FA Cup, el torneig més antic de la història d'aquest esport. L'11 de novembre d'aquest any, 15 equips van començar la disputa de la primera edició d'aquest torneig, el vencedor del qual va ser el Wanderers Football Club.
Gràcies a la unificació de regles per part de les associacions britàniques el 1882, que posteriorment resultaria en la fundació de la International Football Association Board, se celebraria la primera edició del British Home Championship el 1884. El torneig es va realitzar entre gener i març, i el va guanyar la selecció escocesa quedant invicta, guanyant totes les seves trobades. Aquest torneig va ser el més antic de la història a nivell de seleccions fins a la seva desaparició el 1984, any que la Copa Amèrica passaria a ostentar aquest assoliment.
Des que el futbol es convertí en professional a Anglaterra el 1885, realitzar partits amistosos es feia molt complicat donada la poca organització dels clubs. Per solucionar-ho, William McGregor, dirigent de l'Aston Villa, convocà una reunió el 22 de març del 1888 per a organitzar la primera competició de lliga: la Football League. La competició s'inicià el 8 de setembre del 1888. En la primera edició varen participar 12 clubs i la guanyà, sense perdre cap partit, el Preston North End Football Club. Cada equip disputà un partit como local i un altre com visitant enfront de la resta de participants, totalitzant 22 partits por club.
La següent taula és una exhaustiva relació dels principals trofeus, copes i lligues apareguts a Europa fins just abans de la Gran Guerra. A la data de fundació s'hi mostra, si es coneix, el dia del primer partit:
| País             | Fundació         | Competició                                   | Defunció      | Observacions                                          |
| ---------------- | ---------------- | -------------------------------------------- | ------------- | ----------------------------------------------------- |
| Anglaterra       | 1867 16 febrer   | Youdan Cup                                   | († 1867)      | Primera competició de la història del futbol          |
| Anglaterra       | 1868 1 febrer    | Cromwell Cup                                 | († 1868)      | Primera competició resolta amb un gol d'or            |
| Anglaterra       | 1871 11 novembre | FA Cup                                       | Vigent        | Competició en actiu més antiga                        |
| Escòcia          | 1873 18 octubre  | Scottish Cup                                 | Vigent        | Trofeu més antic (disseny original de 1873)           |
| Escòcia          | 1875 11 desembre | East of Scotland Shield                      | Vigent        | Conegut com Edinburgh FA Cup fins al 1881             |
| Anglaterra       | 1876 21 octubre  | Sheffield & Hallamshire Senior Cup           | Vigent        | Nascuda com Sheffield Association Challenge Cup       |
| País de Gal·les  | 1877 13 octubre  | Copa gal·lesa de futbol                      | Vigent        |                                                       |
| Escòcia          | 1877             | Glasgow Merchants Charity Cup                | († 1966)      |                                                       |
| Anglaterra       | 1878             | Wharncliffe Charity Cup                      | († 1983-1984) |                                                       |
| Escòcia          | 1879             | Renfrewshire Cup                             | Vigent        |                                                       |
| Escòcia          | 1879             | Lanarkshire Cup                              | Vigent        |                                                       |
| Irlanda del Nord | 1880             | Copa nord-irlandesa de futbol                | Vigent        |                                                       |
| Escòcia          | 1882             | Rosebery Charity Cup                         | († 1944-1945) |                                                       |
| Anglaterra       | 1882             | London Senior Cup                            | Vigent        |                                                       |
| Anglaterra       | 1886             | London Junior Cup                            | Vigent        |                                                       |
| Anglaterra       | 1887             | Gloucestershire Cup                          | († 1996)      |                                                       |
| Anglaterra       | 1888 8 setembre  | Football League                              | Vigent        | Primera competició amb format de lliga                |
| Països Baixos    | 1888             | Lliga neerlandesa de futbol                  | Vigent        | Primera competició no pertanyent al Regne Unit        |
| Anglaterra       | 1888             | The Combination                              | († 1910-1911) |                                                       |
| Anglaterra       | 1889             | Football Alliance                            | († 1891-1892) |                                                       |
| Anglaterra       | 1889             | Sheffield & District Football League         | († 1894-1895) |                                                       |
| Dinamarca        | 1889             | Fodboldturneringen                           | († 1935-1936) |                                                       |
| Irlanda del Nord | 1890             | Lliga nord-irlandesa de futbol               | Vigent        |                                                       |
| Escòcia          | 1890             | Lliga escocesa de futbol                     | Vigent        |                                                       |
| Escòcia          | 1891             | Scottish Football Alliance                   | († 1956-1957) |                                                       |
| Escòcia          | 1891             | Scottish Football Federation                 | († 1892-1893) |                                                       |
| Escòcia          | 1891             | Ayrshire Football League                     | († 1894-1895) |                                                       |
| Escòcia          | 1891             | Eastern Football Alliance                    | († 1891-1892) |                                                       |
| Escòcia          | 1891             | Midland Football League                      | († 1910-1911) |                                                       |
| Escòcia          | 1891             | Northern Football League                     | († 1919-1920) |                                                       |
| Escòcia          | 1892             | South of Scotland Football League            | Vigent        |                                                       |
| Escòcia          | 1892             | South of Scotland League                     | († 1892-1893) |                                                       |
| Escòcia          | 1892             | Scottish Junior Football League              | († 1946-1947) |                                                       |
| Anglaterra       | 1892             | West London League                           | († 1900-1901) |                                                       |
| Anglaterra       | 1893             | FA Amateur Cup                               | († 1974)      |                                                       |
| Anglaterra       | 1893             | Hatchard League                              | († 1982-1983) |                                                       |
| Escòcia          | 1893             | Ayrshire Football Combination                | († 1896-1897) |                                                       |
| Escòcia          | 1893             | Eastern Football League                      | († 1924-1925) |                                                       |
| França           | 1894             | Campionat francès de futbol                  | Vigent        |                                                       |
| Escòcia          | 1894             | Stewartry Football League                    | († 1896-1897) |                                                       |
| Escòcia          | 1894             | Edinburgh Football League                    | († 1906-1907) |                                                       |
| Portugal         | 1894             | Taça D. Carlos I                             | († 1894)      | Primera competició a la península Ibèrica             |
| Bèlgica          | 1895             | Lliga belga de futbol                        | Vigent        |                                                       |
| Gibraltar        | 1895             | Lliga gibraltarenya de futbol                | Vigent        | Competició en actiu més antiga a la península Ibèrica |
| Escòcia          | 1895             | Scottish Qualifying Cup                      | († 2007)      |                                                       |
| Escòcia          | 1895             | Glasgow Football League                      | († 1905-1906) |                                                       |
| Escòcia          | 1895             | Renfrewshire Football League                 | († 1895)      |                                                       |
| Anglaterra       | 1895             | West Ham Charity Cup                         | († 1901-1902) |                                                       |
| Anglaterra       | 1896             | Sheffield Association League                 | († 1982-1983) |                                                       |
| Suècia           | 1896             | Campionat suec de futbol                     | Vigent        |                                                       |
| Itàlia           | 1896             | Campionat de la FNGI de futbol               | († 1913)      |                                                       |
| República Txeca  | 1896             | Lliga txeca de futbol                        | Vigent        |                                                       |
| Anglaterra       | 1896             | London League                                | († 1963-1964) |                                                       |
| Escòcia          | 1896             | Central Football League                      | († 1920-1921) |                                                       |
| Escòcia          | 1897             | Central Football Combination                 | († 1903-1904) |                                                       |
| Escòcia          | 1897             | Southern Counties Football League            | († 1924-1925) |                                                       |
| Àustria-Hongria  | 1897             | Challenge-Cup                                | († 1910-1911) |                                                       |
| Suïssa           | 1898             | Lliga suïssa de futbol                       | Vigent        |                                                       |
| Itàlia           | 1898             | Lliga italiana de futbol                     | Vigent        |                                                       |
| Anglaterra       | 1898             | Sheriff of London Charity Shield             | († 1983)      |                                                       |
| Escòcia          | 1898             | Glasgow & West of Scotland Football League   | († 1905-1906) |                                                       |
| Escòcia          | 1898             | Lanarkshire Football League                  | († 1901-1902) |                                                       |
| Països Baixos    | 1899             | Copa neerlandesa de futbol                   | Vigent        |                                                       |
| Escòcia          | 1899             | Inter City Football League                   | († 1903-1904) |                                                       |
| Escòcia          | 1899             | Scottish County Football League              | († 1899-1900) |                                                       |
| Àustria-Hongria  | 1900             | Tagblatt-Pokal                               | († 1902-1903) |                                                       |
| Rússia           | 1901             | Lliga de Petrograd                           | (†)           |                                                       |
| Àustria-Hongria  | 1901             | Lliga hongaresa de futbol                    | Vigent        |                                                       |
| Escòcia          | 1901             | Glasgow Exhibition Cup                       | († 1901)      |                                                       |
| Espanya          | 1901 20 gener    | Copa Macaya                                  | († 1939-1940) | Primera competició a l'Estat Espanyol                 |
| Espanya          | 1902 23 febrer   | Medalla de la Federació Gimnàstica Espanyola | († 1902)      |                                                       |
| Espanya          | 1902 13 maig     | Concurso Madrid de Foot-ball                 | († 1902)      | Conegut popularment com Copa de la Coronació          |
| Espanya          | 1902 16 maig     | Copa de la Gran Peña                         | († 1902)      | Trofeu de consolació de la Copa de la Coronació       |
| Espanya          | 1902 21 setembre | Pergamí Bargés                               | († 1902)      |                                                       |
| Alemanya         | 1902             | Campionat nacional de futbol                 | († 1943-1944) |                                                       |
| Noruega          | 1902             | Copa noruega de futbol                       | Vigent        |                                                       |
| Escòcia          | 1902             | British League Cup                           | († 1902)      |                                                       |
| Escòcia          | 1903             | Ayrshire & Renfrewshire Football League      | († 1904-1905) |                                                       |
| Alemanya         | 1903             | Viktoria Meisterschaftstrophäe               | († 1944)      |                                                       |
| Espanya          | 1903 6 abril     | Campionat d'Espanya                          | Vigent        | Competició en actiu més antiga a l'Estat Espanyol     |
| Espanya          | 1903 15 novembre | Campionat Regional Centre                    | († 1939-1940) | Conegut com Campionat de Madrid fins al 1906          |
| Escòcia          | 1904             | Inter County Football League                 | († 1916-1917) |                                                       |
| Espanya          | 1905             | Campionat de Galícia de futbol               | († 1939-1940) |                                                       |
| Turquia          | 1905             | Lliga d'Istanbul de futbol                   | (†)           |                                                       |
| República Txeca  | 1906             | Copa de Bohèmia de futbol                    | (†)           |                                                       |
| Grècia           | 1906             | Lliga grega de futbol                        | Vigent        |                                                       |
| Escòcia          | 1906             | Scottish Football Union                      | († 1914-1915) |                                                       |
| Escòcia          | 1906             | Wilson Cup                                   | († 1946)      |                                                       |
| Bèlgica          | 1907             | Copa belga de futbol                         | Vigent        |                                                       |
| Portugal         | 1907             | Campionat de Lisboa de futbol                | (†)           |                                                       |
| Anglaterra       | 1908             | Community Shield                             | Vigent        |                                                       |
| Anglaterra       | 1908             | London Challenge Cup                         | († 1999-2000) |                                                       |
| Finlàndia        | 1908             | Lliga finlandesa de futbol                   | Vigent        |                                                       |
| Letònia          | 1908             | Lliga de Riga                                | († 1915)      |                                                       |
| Alemanya         | 1908             | Kronprinzenpokal                             | (†)           |                                                       |
| Àustria-Hongria  | 1909             | Copa hongaresa de futbol                     | Vigent        |                                                       |
| Romania          | 1909             | Cupa Asociaţiunii Române de Foot-ball        | († 1910-1911) |                                                       |
| Romania          | 1909             | Lliga romanesa de futbol                     | Vigent        |                                                       |
| Espanya          | 1909             | Campionat de València de futbol              | († 1939-1940) |                                                       |
| Suècia           | 1910             | Svenska Serien                               | (†)           |                                                       |
| Rússia           | 1910             | Lliga de Moscou                              | (†)           |                                                       |
| Dinamarca        | 1910             | Copa de Copenhaguen                          | († 1953)      |                                                       |
| Anglaterra       | 1910 5 maig      | Dubonnet Cup                                 | († 1912)      | Torneig promocional jugat per equips anglesos a París |
| Portugal         | 1910             | Jogos Olímpicos Nacionais                    | (†)           |                                                       |
| Letònia          | 1910             | Copa de Riga                                 | (†)           |                                                       |
| Malta            | 1910             | Lliga maltesa de futbol                      | Vigent        |                                                       |
| Luxemburg        | 1910             | Lliga luxemburguesa de futbol                | Vigent        |                                                       |
| Àustria-Hongria  | 1911             | Lliga austríaca de futbol                    | Vigent        |                                                       |
| Portugal         | 1911             | Taça José Monteiro da Costa                  | (†)           |                                                       |
| Romania          | 1911             | Cupa Alexander Bellio                        | († 1913)      |                                                       |
| Malta            | 1911             | National Cup                                 | (†)           |                                                       |
| Azerbaidjan      | 1911             | Campionat de la Ciutat de Baku               | (†)           |                                                       |
| Rússia           | 1912             | Campionat nacional rus                       | (†)           |                                                       |
| Dinamarca        | 1912             | Lliga danesa de futbol                       | Vigent        |                                                       |
| Portugal         | 1912             | Taça do Império                              | (†)           |                                                       |
| Romania          | 1912             | Cupa Hans Herzog                             | († 1914)      |                                                       |
| Àustria-Hongria  | 1912             | Lliga croata de futbol                       | († 1912)      |                                                       |
| Islàndia         | 1912             | Lliga islandesa de futbol                    | Vigent        |                                                       |
| Escòcia          | 1912             | Inter City Midweek Football League           | († 1912)      |                                                       |
| Malta            | 1912             | Mile End Cup                                 | (†)           |                                                       |
| Espanya          | 1912             | Campionat de Canàries de futbol              | († 1939-1940) |                                                       |
| Espanya          | 1912             | Concurso España                              | († 1913)      |                                                       |
| Portugal         | 1912             | Campionat de Portalegre de futbol            | (†)           |                                                       |
| Polònia          | 1912             | Campionat de la ciutat de Łódź               | (†)           |                                                       |
| Polònia          | 1913             | Campionat de la Gran Polònia                 | (†)           |                                                       |
| Polònia          | 1913             | Campionat de Galítsia                        | (†)           |                                                       |
| Romania          | 1913             | Cupa Harwaster                               | († 1920)      |                                                       |
| Malta            | 1913             | Gaelic Cup                                   | (†)           |                                                       |
| Portugal         | 1913             | Campionat d'Évora de futbol                  | (†)           |                                                       |
| Portugal         | 1914             | Campionat de Porto de futbol                 | (†)           |                                                       |
| Anglaterra       | 1914             | London Intermediate Cup                      | Vigent        |                                                       |

## Expansió internacional

### IFAB i les regles del joc
Des de la unificació de regles de 1863 per part de la Football Association d'Anglaterra, cada associació del Regne Unit de Gran Bretanya i Irlanda jugava els seus partits amb regles lleument diferents, la qual cosa causava problemes al moment de disputar trobades entre si. Per a remeiar-ho els anglesos van fer una crida a les altres associacions per a crear una sèrie de regles universals. El primer pas per a assolir-lo es va donar el 6 de desembre de 1882, quan en una conferència a Manchester les quatre associacions es van posar d'acord i van elaborar un joc de regles per a ser utilitzat en tot el regne. La fundació del Board com a tal es va donar quatre anys més tard: el 2 de juny de 1886 a Londres la Scottish Football Association (Escòcia), la Football Association of Wales (Gal·les), la Football Association (Anglaterra) i la Irish Football Association (tota Irlanda fins a 1921 i sol Irlanda del Nord des de la divisió de l'illa) van celebrar la primera reunió oficial. L'apropament de les Home Nations, sobrenom de les quatre associacions, va donar lloc a la creació del British Home Championship, que es va començar a disputar en 1884 i va perdurar durant 101 anys.
En 1912 un petitori de la FIFA per a ingressar com membre del Board va ser rebutjat al·ludint que el moment no era el més adequat. Durant una reunió especial de 1913 el tema va ser tractat novament, encara que aquesta vegada es va donar un termini de temps perquè les Home Nations analitzessin el tema internament. Finalment el 4 d'abril de 1913 la FIFA va passar a formar part de l'IFAB i en juny d'aquell mateix any va participar per primer cop com a membre en una reunió oficial.
El funcionament de la IFAB consta de dues reunions ordinàries: entre febrer i març de cada any es porta a terme la Reunió General Anual, on es discuteixen els canvis en les regles del joc, i entre setembre i octubre la Reunió Anual de Negocis, que és el centre de debat de temes relacionats amb el funcionament del Board, però no es permeten canvis a les regles del joc.

### Desenvolupament fora del Regne Unit
El futbol es va anar estenent gradualment a la resta dels països europeus a finals del segle xix gràcies a l'activitat dels soldats, mariners, funcionaris de les colònies, homes de negocis, enginyers i mestres anglesos, que practicaven el nou esport i promovien la seva difusió entre els locals, de la mateixa manera que havia succeït amb altres esports, com el criquet.
Els primers països europeus en rebre al futbol van ser els de la zona central. Dinamarca i els Països Baixos, ambdós en 1889, van ser els primers a formar les seves associacions. La gran colònia britànica a Àustria va iniciar el futbol en aquest país, on es va destacar la presència de Hugo Meisl, figura de la creació de la Copa Mitropa, el prototip dels esdeveniments europeus de clubs moderns. A la fi de segle l'esport ja s'havia arrelat en diversos països a més a més dels ja esmentats: Itàlia, Hongria i també Rússia. A començaments del segle xx Alemanya, Bèlgica, Noruega, Txecoslovàquia, entre d'altres, també començarien a tenir una pràctica habitual del futbol.
A Amèrica del Sud els mariners britànics van introduir el futbol als habitants del Con Sud a partir dels anys 1870, principalment al sud de Brasil i en la zona del Riu de la Plata: Argentina i Uruguai. A poc a poc el joc es va anar expandint a altres països, com va ser el cas de Paraguai al començament del segle xx.
El 1901 Uruguai i Argentina es van enfrontar per primera vegada, sent aquest el primer partit internacional fora de les Illes Britàniques; aquest clàssic es va convertir en el partit internacional més jugat de la història del futbol. A Amèrica del Nord i Oceania el creixement de l'esport ha estat considerablement més lent, àdhuc amb la gran influència anglesa que hi ha en aquestes zones. Als Estats Units els primers esdeveniments relacionats amb el futbol daten dels anys 1860. A Àfrica el moviment colonial britànic va tenir una gran notorietat en la introducció del futbol, però l'esport ha tingut un creixement més lent en aquesta zona. A Àsia el futbol no va poder sortir de l'àmbit universitari fins als anys 1980, quan el creixement econòmic i les relacions amb occident van permetre un millor avanç del joc.

### FIFA
La Fédération Internationale de Football Association, més coneguda pel seu acrònim FIFA, va ser fundada el 21 de maig de 1904 a París, França, per representants de 7 països: Bèlgica (Union Belge donis Sociétés de Sports), Dinamarca (Dansk Boldspil Union), Espanya (Madrid Football Club), França (Union donis Sociétés Françaises de Sports Athlétiques), Països Baixos (Nederlandsche Voetbal Bond), Suècia (Svenska Bollspells Förbundet) i Suïssa (Association Suisse de Football); Alemanya (Deutscher Fußball-Bund) va confirmar la seva afiliació el mateix dia per telegrama. La seva fundació va començar a perfilar-se davant la realització de les primeres trobades internacionals entre seleccions no pertanyents al Regne Unit de Gran Bretanya i Irlanda; aquestes van rebutjar la idea d'un òrgan mundial de futbol. L'endemà passat de la fundació, Robert Guérin va ser nomenat primer president de la FIFA. El primer gran assoliment de l'organisme va ser l'afiliació de The Football Association com membre ple, a la qual es van sumar anys després les altres associacions britàniques. Durant els anys 1910 es van afiliar membres de fora d'Europa, sent el primer d'ells Sud-àfrica entre 1909 i 1910. La realització d'un torneig de caràcter mundial en 1906 va fallar, mentre que el futbol en els Jocs Olímpics no tenia l'envergadura esperada per la FIFA per a un torneig de classe mundial.
Durant la Primera Guerra Mundial la FIFA va estar a punt de desaparèixer, encara que això no va passar gràcies al treball de Carl Anton Wilhelm Hirschmann. L'1 de març de 1921 seria una data de vital importància per a la història del futbol: Jules Rimet es convertia en el tercer president de la FIFA. En 1929 a Barcelona, Uruguai va ser triada seu de la primera Copa del Món de Futbol, a disputar-se en 1930. Si bé Uruguai pagaria totes les despeses dels participants, moltes seleccions europees es van abstenir de participar-hi a causa de la crisi post guerra que vivia el vell continent. La Segona Guerra Mundial frenaria novament el creixement de la FIFA, però gràcies als fons recaptats pel denominat Partit del Segle l'organització va poder tirar endavant. Aquesta trobada es va disputar el 10 de maig de 1947 entre Gran Bretanya i un combinat de la resta d'Europa. Davant 135.000 persones els britànics van golejar per 6 gols a 1. Aquest partit i la realització de la Copa Mundial de 1950 al Brasil donarien la puntada de peu inicial per a l'etapa de més gran succés de la FIFA. En 1954 Jules Rimet, El pare del Campionat Mundial, deixaria el seu càrrec, sent condecorat amb el títol de President Honorari de la FIFA. Des de llavors el creixement de la FIFA ha estat imparable, arribant a tenir 208 associacions dividides en 6 confederacions.

### Jocs Olímpics

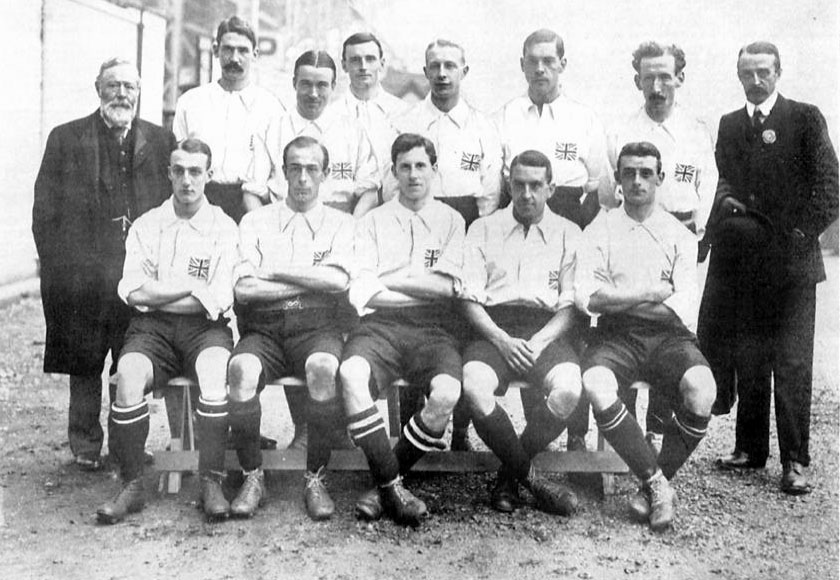
La selecció amateur del Regne Unit va obtenir el primer campionat mundial de seleccions en 1908.

La primera edició dels Jocs Olímpics moderns, disputada en 1896, no va tenir al futbol com esdeveniment. L'esport va formar part del calendari en 1900 i 1904 com esport d'exhibició i en els Jocs Intercalats de 1906, encara que de caràcter no oficial. Tots aquests tornejos van ser disputats per equips de diferents tipus: seleccions nacionals, regionals, clubs i combinats que fins i tot, a vegades, utilitzaven jugadors de més d'un país. El Comitè Olímpic Internacional reconeix les edicions de 1900 i 1904 i les inclou en el medaller.
L'edició de 1908 va ser la primera de caràcter oficial i reconeguda per la FIFA, a més és considerada la primera edició d'un campionat de nivell mundial. El títol va quedar en mans de la selecció del Regne Unit. A partir de 1924 el torneig va començar a ser organitzat per la FIFA, i les edicions de 1924 i 1928, ambdues obtingudes per Uruguai], serien reconegudes com a Campionats mundials de futbol. El torneig va quedar relegat a partir de 1930 quan es va realitzar la Primera Copa del Món de Futbol a Uruguai.
En principi, el torneig estava obert a jugadors de qualsevol nivell, però des de 1936 fins a 1980 es va limitar únicament a jugadors amateurs. En 1984 i 1988 es va permetre l'ús de futbolistes professionals, excepte jugadors d'Europa i Sud-amèrica que havien participat en alguna Copa del Món de Futbol. En 1992 es va introduir el sistema actual: es permeten jugadors de qualsevol tipus amb 23 anys o menys d'edat, encara que es podran presentar fins a 3 futbolistes que sobrepassin aquesta edat. Des de 1996 també se celebra una edició femenina del torneig, que està oberta a jugadores de qualsevol condició i edat.

### Copa del Món
La incursió de la FIFA als Jocs Olímpics a partir de 1924 va motivar la creació d'un torneig propi i de més alt nivell. Gràcies al treball de Jules Rimet, el 28 de maig de 1928 a Amsterdam va ser aprovada la realització d'una Copa Mundial de Futbol cada quatre anys. El 18 de maig de l'any següent al Congrés de la FIFA a Barcelona es va definir que Uruguai fos seu de la Primera Copa Jules Rimet, a disputar-se el 1930. La gran actuació uruguaiana als Jocs Olímpics, el bon estat econòmic que gaudia el país sud-americà i la coincidència amb el centenari de la jura de la primera Constitució uruguaiana va fer que els altres candidats cedissin l'honor al país sud-americà.
La selecció local obtindria la primera edició de la Copa després de vèncer Argentina per 4 gols a 2 en el recent construït Estadio Centenario. Després de l'èxit de la primera edició, la segona edició celebrada a Itàlia el 1934 va veure com campió a l'esquadra italiana, encara que les amenaces i dubtes que van generar la realització del torneig deslluïren el títol azzurro. Una situació similar va ocórrer durant la Copa del Món de França 1938, on el seleccionat italià, aquesta vegada vestit de negre, va repetir el títol. L'ambient polític inestable que es va viure a les últimes Copes Mundials seria comú denominador dels anys següents, on la Segona Guerra Mundial va comportar la suspensió del torneig.

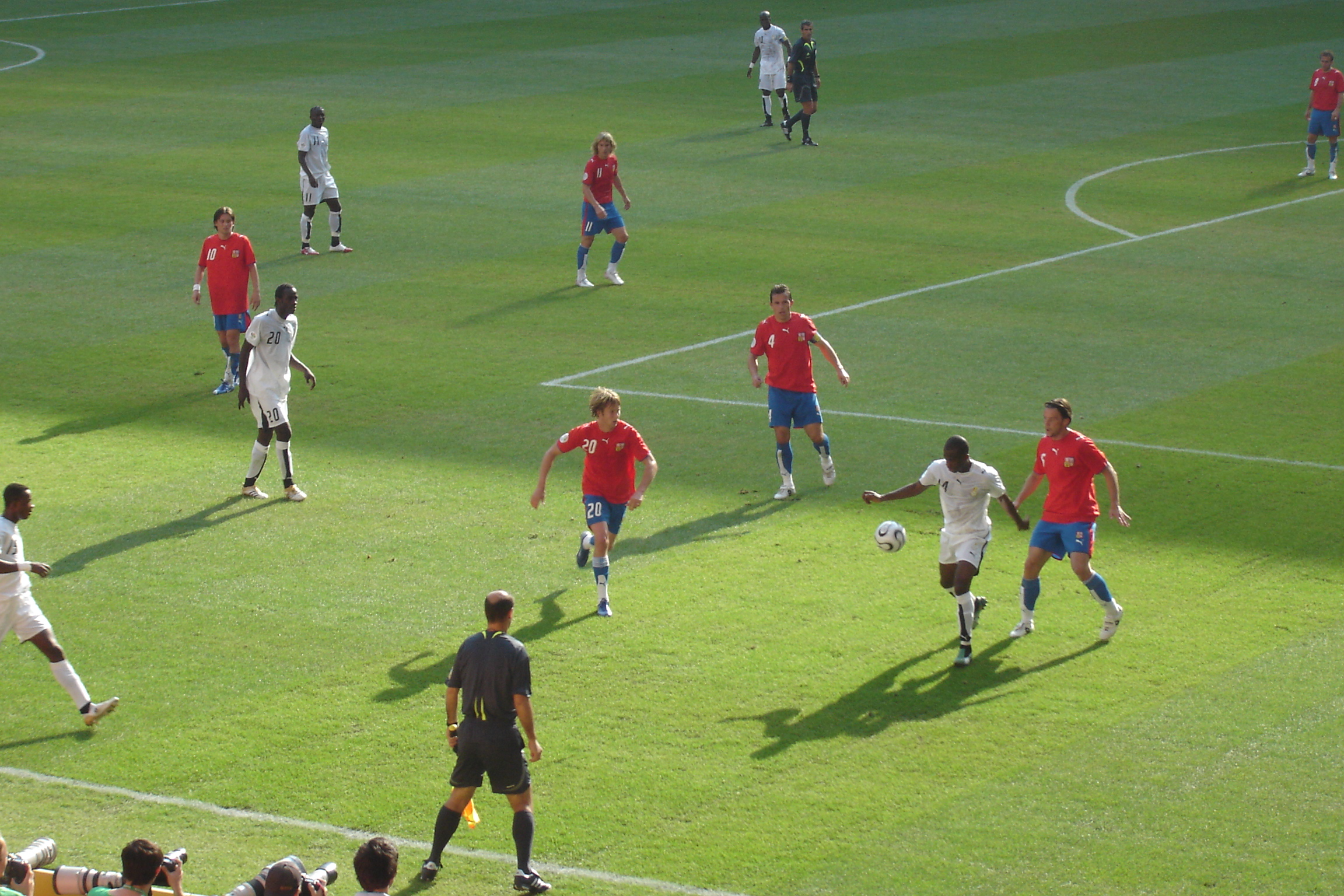
Partit entre la selecció txeca i Ghana durant la Copa del Món de Futbol 2006 a Alemanya.

Brasil tindria l'honor d'organitzar la primera edició de la Copa Mundial després de la guerra el 1950. La gran festa que es vivia al país es va veure espatllada quan la selecció uruguaiana es va emportar el títol en el recordat Maracanazo. La Copa del Món de Futbol 1954 de Suïssa portaria encara més moments inoblidables. La selecció hongaresa era la gran favorita del torneig, però no obstant això el combinat alemany donaria la sorpresa i es quedaria amb el títol, moment que va quedar immortalitzat com el miracle alemany. Després dels durs cops rebuts a les edicions passades, selecció brasilera es proclamaria com la gran potència del futbol mundial, particularment per les grans actuacions de Pelé. Èpoques posteriors van mostrar un clar domini alemany i argentina, els quals es van coronar en dues ocasions cadascun. La selecció brasilera tornaria a la glòria anys més tard després de vèncer en dos de tres finals consecutives, al final i al començament del nou mil·lenni. Per la seva banda la selecció francesa se sumaria al cercle de glòria al convertir-se en el setè campió mundial després de golejar a la selecció brasilera en la final de la Copa del Món del 1998 que es va disputar en sòl gal.
El succés de la Copa Mundial n'ha fet un dels esdeveniments més importants del planeta, és el de més gran audiència: la Copa del Món de Futbol 2006 disputada a Alemanya va tenir una audiència acumulada de més de 26 mil milions de persones. La creació del torneig masculí ha generat altres competicions internacionals que amplien el ventall d'edats i de gènere. Des de 1977 es disputa el Campionat del Món de Futbol sub-20, mentre que el seu equivalent en sub-17 fa el propi des del 1985. El futbol femení va veure realitzat el seu somni en 1991 quan es va realitzar la primera edició de la Copa del Món Femenina de Futbol. A partir de 2002 també entraria en disputa la Copa del Món Femenina de Futbol sub-20, la qual tindria la seva versió en sub-17 a partir del 2008.

## Consolidació

### Confederacions

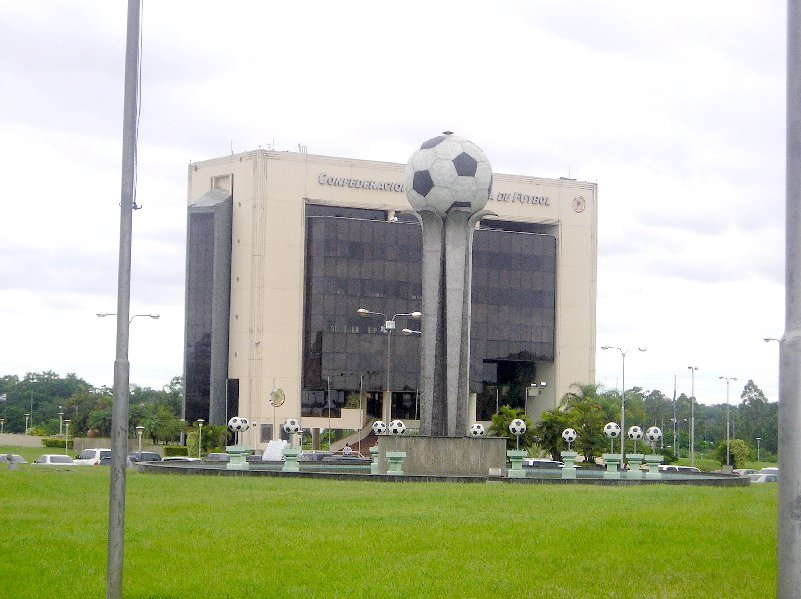
Seu de la Confederació Sud-americana de Futbol a Luque (Paraguai).

A causa de la quantitat d'associacions nacionals existents, des de principis i sobretot a mitjans del segle xx es van començar a crear suborganitzacions afiliades a la FIFA amb l'objectiu d'organitzar el futbol a les diferents regions del planeta.
El primer continent a agrupar a les seves associacions nacionals va ser Amèrica del Sud, que el 9 de juliol de 1916 (data del centenari de la Declaració d'independència de l'Argentina), durant el desenvolupament del Campionat Sud-americà de futbol 1916 a Buenos Aires, va veure néixer la Confederació Sud-americana de Futbol. Els seus membres fundadors foren: Argentina, Brasil, Xile i Uruguai; el seu primer President va ser l'uruguaià Héctor Rivadavia Gómez.
Àsia va organitzar el seu futbol el 8 de maig del 1954 a Manila, Filipines, sota el nom de The Asian Football Confederation (AFC). Els països fundadors van ser Afganistan, Burma, Corea del Sud, Filipines, Hong Kong, Índia, Indonèsia, Japó, Pakistan, República de la Xina (Xina Taipei), Singapur i el Vietnam.
El 15 de juny de 1954 a Basilea, Suïssa, va ser fundada l'organització europea: la Union des Associations Européennes de Football, més coneguda pel seu acrònim UEFA. La iniciativa es va donar per membres de les associacions nacionals de futbol de Bèlgica, Dinamarca, França i Itàlia. El danès Ebbe Schwartz va ser el primer president, mentre que el francès Henri Delaunay va ocupar el càrrec de secretari general.
El continent africà seria el següent a formar la seva confederació. El 2 d'agost de 1957 la Confederació Africana de Futbol (CAF) va ser fundada per les quatre associacions africanes afiliades a la FIFA en aquell moment: Egipte, Etiòpia, Sud-àfrica i Sudan. El seu primer president, designat en 1957, fou l'egipci Abdel Aziz Abdallah Salem, mentre que el seu primer Secretari General va ser Youssef Mohamed, de la mateixa nacionalitat.
Les organitzacions de futbol d'Amèrica del Nord, la North American Football Confederation, i d'Amèrica Central i el Carib, la Confederación Centroamericana y del Caribe de Fútbol, van donar origen a la Confederació del Nord, Centreamèrica i el Carib de Futbol Associació, més coneguda pel seu acrònim CONCACAF, després de fusionar-se en 1961.
La més jove de les confederacions és la corresponent a Oceania: l'Oceania Football Confederation (OFC). Durant 1964 les associacions d'Austràlia i Nova Zelanda havien demanat incorporar-se a l'Confederació Asiàtica de Futbol (AFC), però la seva petició va ser rebutjat. Això va motivar que en 1966 es creés una organització pròpia per al continent oceànic. Els seus membres fundadors van ser Austràlia (actualment afiliada a l'AFC), Fiji, Nova Zelanda i Papua Nova Guinea.

#### Campionats regionals

##### Seleccions

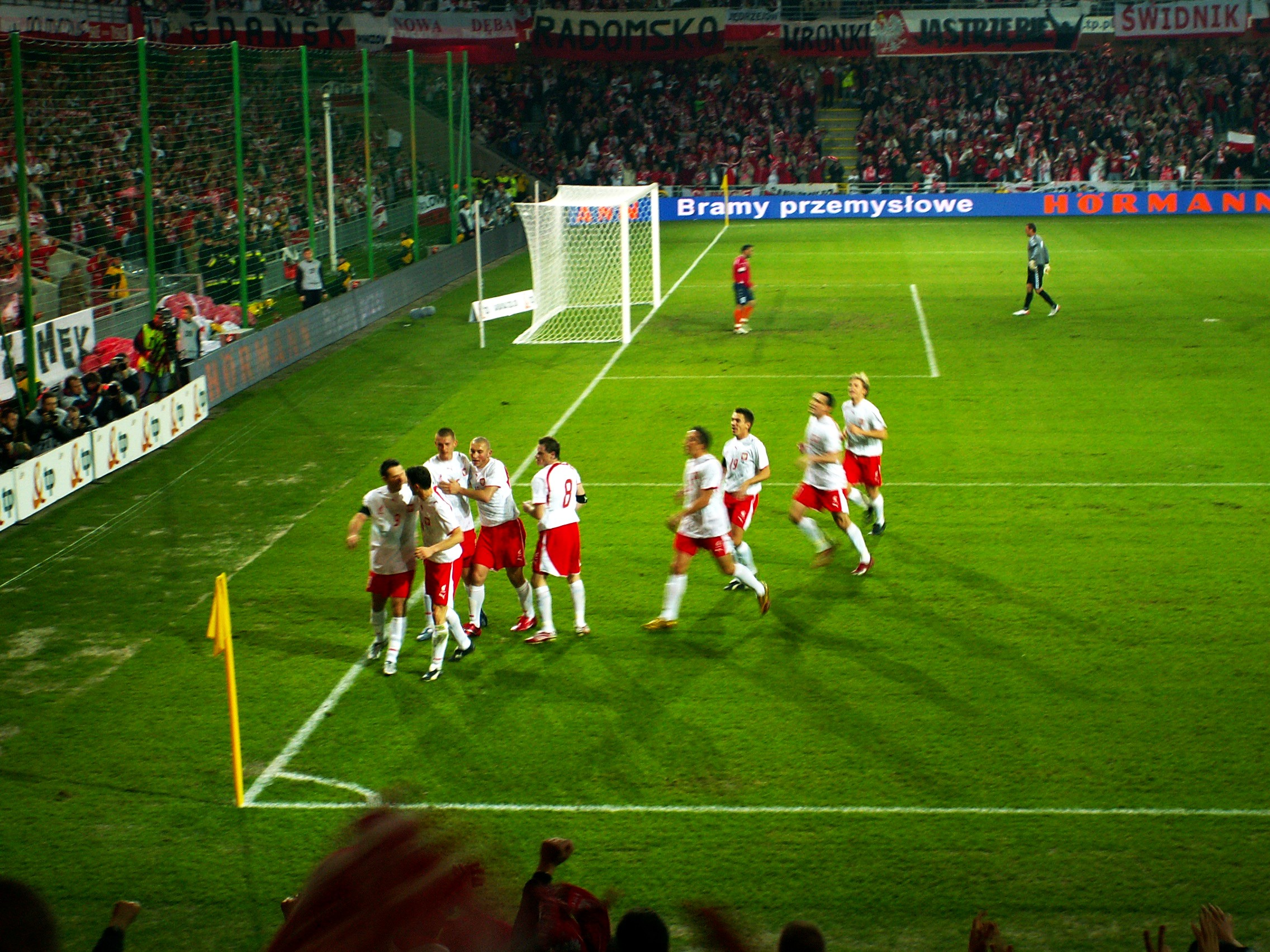
Jugadors polonesos celebren front a Armènia la classificació per a l'Eurocopa 2008.

El continent que més aviat va inicar el seu torneig regional va ser Amèrica del Sud. Durant 1910 la Copa Centenario Revolución de Mayo, de caràcter amistós, es convertiria en el torneig sud-americà més antic de la història. Es va disputar a l'Argentina, essent la selecció local qui va obtenir el títol. El torneig va servir com a antecessor del futur Campionat sud-americà de seleccions de la Confederació Sud-americana de Futbol, que es disputaria per primer cop en 1916, també a l'Argentina, malgrat que aquesta vegada cauria en mans d'Uruguai.
El continent asiàtic celebraria el seu propi torneig oficial dos anys després de la fundació de la Confederació Asiàtica de Futbol (AFC), en 1956. La primera edició de la Copa Asiàtica de 1956 es va portar a terme a Hong Kong amb la participació de 7 de les 12 associacions afiliades en aquell moment, essent la selecció de Corea del Sud qui es va emportar el títol. També durant els anys 1950 es disputarien els primers torneigs de les associacions regionals de l'AFC.
La Copa Africana de Nacions es va portar a terme per primer cop l'any 1957. El primer torneig organitzat per la Confederació Africana de Futbol va comptar amb la participació d'Egipte, Etiòpia i Sudan (la selecció de futbol de Sud-àfrica havia estat desqualificada per l'apartheid). La copa disputada al Sudan va quedar en mans de la selecció egípcia. Durant els anys 1970 també s'originaren els primers tornejos regionals dins d'Àfrica.
Després de la creació de la UEFA en 1954, la realització d'un torneig europeu va haver d'esperar fins a 1960, quan es va portar a terme la primera edició de la Copa de Nacions d'Europa, malgrat que s'ha de destacar que el procés classificatori es va iniciar dos anys abans, en 1958. La fase final del torneig es va disputar a França, en part gràcies a la feina de Henri Delaunay. A la final, la selecció de la Unió Soviètica va aconseguir el títol davant Iugoslàvia després d'una pròrroga.

### Història
- Futbol Clàssic - Història a la pàgina oficial de la FIFA Arxivat 2008-07-28 a Wayback Machine. (castellà)
- Història del futbol a ExpertFootball.com Arxivat 2008-09-13 a Wayback Machine. (castellà)

### Estadístiques
- Rec.Sport.Soccer Statistics Foundation (anglès)
- Federació Internacional d'Història i Estadística de Futbol (alemany)

### Documents oficials
- Arxius de reunions de l'IFAB a SSBRA.org (anglès)